# Rudolf Distler
Rudolf Distler (* 1946 in Unterkirchberg, heute zu Illerkirchberg) ist ein deutscher Künstler. 

## Leben
Distler erlernte von 1961 bis 1964 in Ulm den Beruf des Lithografen und arbeitete anschließend als Töpfer. Zudem gilt er als Maler. 1969 wandte er sich an den Phantastika-Realisten Rudolf Hausner in Wien, der ihn für ein Studium an der Akademie ungeeignet befand mit der Begründung, dass Distler bereits ein fertiger Künstler sei. 
1970 zog Distler mit seiner Frau nach Praiano an den Golf von Salerno. Nach acht Jahren zog er wieder nach Deutschland zurück und ließ sich in Aschau im Chiemgau nieder. Seit 1992 ist er künstlerischer Leiter des Kunstvereins Kunst und Kultur zu Hohenaschau e. V. 1995 gründete er die Sommerakademie Hohenaschau.